# Den nordiske pasunion
Den nordiske pasunion blev etableret 1. juli 1954 og erstattede protokollen om pasfrihed fra 14. juli 1952. Aftalen sikrer at statsborgere i de nordiske lande kan rejse frit over grænserne i Norden uden at medbringe pas og bosætte sig i hele Norden uden at søge om opholdstilladelse.
Unionen omfattede i begyndelsen Sverige, Norge, Finland og Danmark uden Færøerne og Grønland. Island tiltrådte aftalen 1. december 1955, og Færøerne har deltaget siden 1. januar 1961.
I 1958 vedtog Danmark, Sverige, Norge og Finland overenskomsten om ophævelse af paskontrollen ved de fællesnordiske grænser. Denne omfatter fra 24. september 1965 Island, og fra 1. januar 1961 Færøerne. Aftalen gælder dog ikke de norske øer Svalbard og Jan Mayen.

## Historie
I Sverige indførtes pasunionen ved en riksdagsbeslutning den 1. juli 1954, hvilken erstattede protokollen om pasfrihed fra 14. juli 1952. Dens fuldstændige navn er Protokoll angående befrielse för nordiska medborgare från att under uppehåll i annat nordiskt land än hemlandet innehava pass och uppehållstillstånd. Den omfattede fra begyndelsen Sverige, Danmark (fraset Færøerne og Grønland), Norge og Finland. Island deltog fra den 1. december 1955 og Færøerne fra den 1. januar 1961.
Til unionen hører også overenskommelsen om Upphävande av passkontrollen vid de internordiska gränserna, som trådte i kraft den 1. maj 1958 for Sverige, Danmark (med undtagelse af Grønland og Færøerne), Finland og Norge (med undtagelse af Svalbard og Jan Mayen). Island tilsluttede sig den 24. september 1965, og Færøerne den 1. januar 1961.
Til den historiske baggrund kan påpeges, at pastvang i moderne betydning, for rejser mellem lande, først indførtes i Europa ved 1. verdenskrigs udbrud i 1914. Indtil da havde der været fuld pasfrihed i Norden, siden ældre love om rejsepas, som da eksisterede også for indenrigsrejser, blev fjernet (i Sverige i 1860).

## Situation fra januar 2016
I november 2015 genindførtes formelle personkontroller i Sverige og Norge for alle rejsende fra Danmark (og andre lande) som følge af flygtningekrisen i Europa. Ved siden af pas accepteredes også nationale identitetskort fra EU/EFTA-lande samt nordiske identitetskort eller kørekort. På grund af det fortsat høje antal af asylansøgere besluttede den svenske regering at indføre et transportøransvar med virkning fra og med den 4. januar 2016. Det indebærer, at alle busselskaber, tog- og færgerederier er forpligtet til at kontrollere at deres passagerer har gyldige id-kort med på rejse fra Danmark til Sverige. I praksis indebærer det, at personer, som ikke har id-kort, eksempelvis en stor andel af de asylsøgende, ikke kan komme til svensk territorium og søge asyl der.